# 3D小英
3D小英（スリーディー シャオイン）は、台湾の民主進歩党のマスコットキャラクター。

## 概要
少女のような容姿をした3Dのキャラクターであり、眼鏡をかけている他、猫耳の付いたヘッドフォンを装着している。3D小英には、真面目な学者というイメージをもたせている。
モデルは、政治家の蔡英文である。「小英」は、蔡のニックネームであり、「3D小英」は、中国語で「3Dの英ちゃん」という意味をもつ。
3D小英は、紙箱猫とともに、民主進歩党の公式キャラクターとされており、紙箱猫のモデルは、蔡の飼い猫の蔡想想である。ディレクターの張永昌 (zh:張永昌 (導演)) によって製作された。
3D小英は、2016年中華民国総統選挙を控えた2015年12月1日に、蔡によって披露された。法学博士であり、大学教授を務めたこともある蔡は、堅いイメージを払拭することを目的として、選挙戦において3D小英を用いたPR活動を行い、若年層からも支持を獲得した。選挙戦では、3D小英が歩いたり宙を飛んだりするミュージック・ビデオが製作された他、3D小英のグッズを専門に扱う店舗が台北市に開設された。

## 評価
J-CASTニュースのウェブサイトには、キャラクターデザインについて、「日本のサブカルチャー作品の影響が強く感じられる」との評価が掲載されている。
蔡は、「蔡想想は紙箱猫のように愛嬌たっぷりですが、私は動画ほど萌え可愛くないです」「宣伝チームの努力に感謝します。台湾にいる世界的レベルの動画のプロが、硬い政策内容を分かりやすい動画に変え、人々が私たちの政策内容をより理解できるようにしてくれました」とコメントしている。